# Spanische Badminton-Mannschaftsmeisterschaft 2013/14
Die Spanische Badminton-Mannschaftsmeisterschaft 2013/14 war die 28. Auflage der Teamtitelkämpfe in Spanien. Meister wurde Recreativo de Huelva-IES La Orden.

## Teilnehmende Mannschaften
| Mannschaft                      | Stadt             |
| ------------------------------- | ----------------- |
| CB IES La Orden                 | Huelva            |
| CB Rinconada                    | La Rinconada      |
| CB Paracuellos Torrejón         | Torrejón de Ardoz |
| CB Oviedo                       | Oviedo            |
| CB Xátiva                       | Xàtiva            |
| CB Benalmádena                  | Benalmádena       |
| Associaciò Granollers Esportiva | Granollers        |
| CB Alicante                     | Alicante          |
| Li-Ning A Estrada               | A Estrada         |
| CB As Neves                     | As Neves          |
| CB Triana                       | Sevilla           |
| CB Huesca                       | Huesca            |

## Vorrunde

### Gruppe A
| # | Team                    | S  | G  | V  | PG | PV | PT |
| - | ----------------------- | -- | -- | -- | -- | -- | -- |
| 1 | CB IES La Orden         | 10 | 10 | 0  | 58 | 12 | 30 |
| 2 | CB Paracuellos Torrejón | 10 | 7  | 3  | 46 | 24 | 21 |
| 3 | CB Xátiva               | 10 | 5  | 5  | 40 | 30 | 15 |
| 4 | CB Granollers           | 10 | 5  | 5  | 34 | 36 | 15 |
| 5 | CB As Neves             | 10 | 3  | 7  | 27 | 43 | 9  |
| 6 | CB Triana               | 10 | 0  | 10 | 5  | 65 | 0  |

### Gruppe B
| # | Team           | S  | G  | V  | PG | PV | PT |
| - | -------------- | -- | -- | -- | -- | -- | -- |
| 1 | CB Rinconada   | 10 | 10 | 0  | 54 | 16 | 30 |
| 2 | CB Oviedo      | 10 | 7  | 3  | 52 | 18 | 21 |
| 3 | CB Benalmádena | 10 | 7  | 3  | 48 | 22 | 21 |
| 4 | CB Alicante    | 10 | 4  | 6  | 26 | 44 | 12 |
| 5 | CB A Estrada   | 10 | 2  | 8  | 20 | 50 | 6  |
| 6 | CB Huesca      | 10 | 0  | 10 | 10 | 60 | 0  |

## Viertelfinale
| Heim           | Ergebnis | Gast                    | Hin | Rück |
| -------------- | -------- | ----------------------- | --- | ---- |
| CB Xátiva      | 5-9      | CB Oviedo               | 3-4 | 2-5  |
| CB Benalmádena | 4-10     | CB Paracuellos Torrejón | 4-3 | 0-7  |

## Halbfinale
| Team 1                  | Ergebnis | Team 2          | Hin | Rück |
| ----------------------- | -------- | --------------- | --- | ---- |
| CB Oviedo               | 3-11     | CB IES La Orden | 2-5 | 1-6  |
| CB Paracuellos Torrejón | 7-7 *    | CB Rinconada    | 5-2 | 2-5  |

## Finale

### Hinspiel
| CB Rinconada                            | CB IES La Orden             | Disziplin | 1. Satz | 2. Satz | 3. Satz | Resultat |
| --------------------------------------- | --------------------------- | --------- | ------- | ------- | ------- | -------- |
| Javier Sánchez-Blanca Ibeas             | Pablo Abián-Noelia Jiménez  | MX        | 8-21    | 15-21   | 0-2     |          |
| Javier Sánchez-Rafael Fernández Arteaga | Eliezer Ojeda-Víctor Martín | HD        | 17-21   | 15-21   | 0-2     |          |
| Blanca Ibeas-Laura Molina               | Haideé Ojeda-Noelia Jiménez | DD        | 8-21    | 11-21   | 0-2     |          |
| Juan M. Fernández                       | Pablo Abián                 | HE        | 15-21   | 13-21   | 0-2     |          |
| Laura Samaniego                         | Haideé Ojeda                | DE        | 21-8    | 21-15   | 2-0     |          |
| Joshua Magee                            | Víctor Martín               | HE        | 21-10   | 21-14   | 2-0     |          |
| Laura Molina                            | Belén Rodríguez             | DE        | 21-5    | 21-9    | 2-0     |          |

### Rückspiel
| CB IES La Orden             | CB Rinconada                     | Disziplin | 1. Satz | 2. Satz | 3. Satz | Resultat |
| --------------------------- | -------------------------------- | --------- | ------- | ------- | ------- | -------- |
| Pablo Abián-Noelia Jiménez  | Javier Sánchez-Blanca Ibeas      | MX        | 21-9    | 21-12   | 2-0     |          |
| Eliezer Ojeda-Víctor Martín | Javier Sánchez-Juan M. Fernández | HD        | 21-15   | 21-18   | 2-0     |          |
| Haideé Ojeda-Noelia Jiménez | Laura Molina-Blanca Ibeas        | DD        | 21-17   | 21-19   | 2-0     |          |
| Pablo Abián                 | Joshua Magee                     | HE        | 21-14   | 21-13   | 2-0     |          |
| Haideé Ojeda                | Laura Molina                     | DE        | 21-19   | 21-19   | 2-0     |          |

## Relegation

### 1. Runde
| Team 1       | Ergebnis | Team 2        | Hin | Rück |
| ------------ | -------- | ------------- | --- | ---- |
| CB A Estrada | 4-10     | CB Granollers | 4-3 | 0-7  |
| CB As Neves  | 5-9      | CB Alicante   | 2-5 | 3-4  |

### 2. Runde
| Team 1    | Ergebnis | Team 2       | Hin | Rück |
| --------- | -------- | ------------ | --- | ---- |
| CB Triana | 5-9      | CB As Neves  | 2-5 | 3-4  |
| CB Huesca | 4-10     | CB A Estrada | 3-4 | 1-6  |

## Endstand
| Platz | Mannschaft                      |
| ----- | ------------------------------- |
| 1.    | CB IES La Orden                 |
| 2.    | CB Rinconada                    |
| 3.    | CB Paracuellos Torrejón         |
| 4.    | CB Oviedo                       |
| 5.    | CB Xátiva                       |
| 6.    | CB Benalmádena                  |
| 7.    | Associaciò Granollers Esportiva |
| 8.    | CB Alicante                     |
| 9.    | Li-Ning A Estrada               |
| 10.   | CB As Neves                     |
| 11.   | CB Triana                       |
| 12.   | CB Huesca                       |